# Лилкер, Дэн
Дэниэл А. Лилкер (англ. Daniel A. Lilker, род. 18 октября 1964, Куинс, Нью-Йорк) — американский музыкант, наиболее известный как бас-гитарист, также владеющий гитарой, клавишными и ударными. Он является бас-гитаристом трэш-метал-группы Nuclear Assault и основателем групп Anthrax (совместно со Скоттом Иэном) и Stormtroopers of Death (совместно со Скоттом Иэном, Чарльзом Бенанте и Билли Милано). Он также играл на бас-гитаре в группах Brutal Truth, Exit-13, Malformed Earthborn, The Ravenous, Overlord Exterminator, Venomous Concept, Crucifist, Nokturnal Hellstorm и Extra Hot Sauce. В настоящее время играет в группе United Forces, основанной участниками S.O.D.. Принимал участие в записи альбома No Matter What's the Cause группы Holy Moses, который вышел в 1994 году.
В 2009 году было объявлено, что журналист из Чикаго Дэйв Хофер занимается написанием биографии Лилкера.
В январе 2014 года объявил о своём желании отойти от полной занятости в качестве записывающего и гастролирующего музыканта. Также было объявлено, что группа Brutal Truth прекратит своё существование на пятидесятилетие Лилкера (18 октября 2014 года)

## Дискография
Extra Hot Sauce
- Taco of Death (1988)

Nuclear Assault
- Brain Death (EP, 1986)
- Game Over  (1986)
- The Plague (EP, 1987)
- Fight To Be Free (EP, 1988)
- Good Times, Bad Times (EP, 1988)
- Survive (1988)
- Handle with Care (1989)

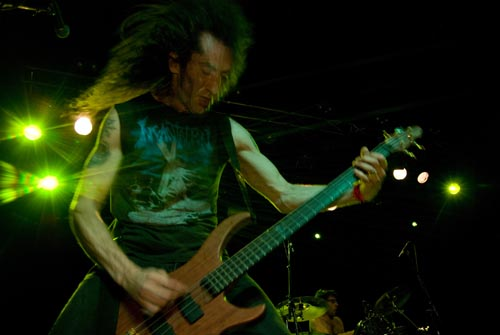
Dan Lilker, 2007

- Handle with Care European Tour '89 (1989)
- Out of Order (1991)
- Radiation Sickness (1991)
- Live at the Hammersmith Odeon (1992)
- Alive Again (2003)
- Third World Genocide (2005)

Brutal Truth
- Extreme Conditions Demand Extreme Responses (1992)
- Need to Control (1994)
- Kill Trend Suicide (EP, 1996)
- Sounds of the Animal Kingdom (1997)
- For Drug Crazed Grindfreaks Only! (2000)
- Evolution Through Revolution (2009)
- End Time (2011)

Anthrax
- Fistful of Metal (1984)

Stormtroopers of Death
- Speak English Or Die (1985)
- Live at Budokan (1992)
- Bigger Than The Devil (1999)
- Seasoning the Obese (сплит с Yellow Machinegun, 1999)
- Rise of the Infidels (2007)

Holy Moses
- No Matter What's the Cause (1994)

The Ravenous
- Assembled in Blasphemy (2000)
- Three on a Meathook  (EP, 2002)
- Blood Delirium (2004)

Venomous Concept
- Poisoned Apple (2008)